# Vaporwave
Вейпорвейв (англ. vaporwave) — мікрожанр електронної музики, який з'явився на початку 2010-х років і поширювався серед різних інтернет-спільнот. Він характеризується ностальгічним чи сюрреалістичним баченням ретрокультурної естетики (найчастіше, 1980-х і 1990-х років) з її розвагами, технологіями, культурою споживання, рекламою та багатьма стилями корпоративної та популярної музики, таких як лаунж, smooth-jazz і прикладна музика. Семпл є найпоширенішою технікою в рамках жанру. Часто семпли мають уповільнений темп і знижений тон.
У візуальному оформленні виконавці часто використовують такі образи, як класичні скульптури, веб-дизайн 1990-х років, низькополігональні комп'ютерні рендери, глітч-арт, відеомагнітофон, касети, східно-азіатське мистецтво та кіберпанк. Візуальний стиль vaporwave, як видно з обкладинок альбомів і відеороликів, зазвичай називають естетичним (назва часто стилізується як ＡＥＳＴＨＥＴＩＣＳ з повноширинними символами).
Багато музикантів у рамках жанру вважають, що головним його елементом є сатиричне, але не обов'язково критичне судження споживчого капіталізму та масової культури. У назвах треків та альбомів часто спеціально порушуються правила граматики, пунктуації та орфографії.

## Історія
Вейпорвейв виник як інтернет-стиль, що відокремився від робіт артистів у стилі гіпнагоджик-поп (такі артисти, як Аріель Пінк і Джеймс Ферраро). Альбом Деніела Лопатіна Chuck Person's Eccojams Vol. 1 2010 випуску, Far Side Virtual Джеймса Ферраро і Floral Shoppe від Macintosh Plus часто називають ключовими для розвитку даного жанру. Стиль отримав новий виток поджанру вейпортреп, коли у 2012 році Blank Banshee додав треп-ударні. Альбом від Saint Pepsi 2013 року Hit Vibes вперше створив піджанр future funk, використаний у 2014 році музикантами Macross 88-92 і Yung Bae.
У 2015 році журнал Rolling Stone описав групу 2814 як одного з «10 виконавців, яких потрібно знати» з посиланням на їхній альбом Atarashii Hi no Tanjō (яп. 新しい日の誕生, дос. «Народження нового дня»). У тому ж році альбом I'll Try Living Like This від death's dynamic shroud.wmv став п'ятнадцятим у списку «50 найкращих альбомів 2015».
У 2015 році MTV використовували ребрендинг, сильно натхненний вейпорвейвом і сіпанком, а Tumblr запустив Tumblr TV, явно натхненний стилем MTV 90-х.
У 2021 році було знято перший повнометражний документальний фільм про цей стиль музики «Vaporwave. Жанр якого немає». У фільмі розповідається про витоки жанру та досліджується зв'язок цього напряму з ностальгією та аудіопіратством.

## Інтерпретації
Вейпорвейв був описаний як «деградація комерційної музики» у спробі виявити «хибні обіцянки» капіталізму. Музикант Адам Харпер із Dummy Mag описує вейпорвейв як «іронічну сатиру на акселераціонізм», зазначаючи, що назва «vaporwave» є натяком на vaporware та ідею лібідинозної енергії піддаватися нещадній сублімації при капіталізмі.
Критик Саймон Рейнольдс охарактеризував альбом Chuck Person's Eccojams Vol. 1 як «тим, що належить до культурної пам'яті та похованого утопізму в капіталістичних товарах — особливо тих, які пов'язані зі споживчими технологіями в обчислювальній та аудіо/відеорозважальній зоні». Jouhou Desuku Virtual (яп. 情報デスクVIRTUAL, «Віртуальний робочий стіл»), один із псевдонімів Vektroid, описує свій альбом Contemporary Sapporo (札幌コンテンポラリー, «Сучасний Саппоро») як «короткий погляд на нові можливості міжнародного спілкування» і «пародію на американський контекстуалізм Азії десь 1995 року».
Музичний педагог Графтон Таннер у своїй книзі 2016 року Babbling Corpse: Vaporwave and the Commodification of Ghosts стверджував, що «вейпорвейв — це художній стиль, який прагне змінити наші стосунки з електронними ЗМІ, змушуючи визнати необізнаність всюдисущої технології». Далі, він стверджує: «Вейпорвейв — це міжчасова і міжпросторова музика, тому що вона скептично ставиться до того, що споживча культура зробила з простором і часом». У 2016 році у своєму огляді альбому Hologram Plaza у піджанрі вейпорвейву моллсофт від Disconscious Ділан Кілбі з Sunbleach заявив, що «походження моллсофту лежить у найбільш ранніх концепціях вейпорвейва, де концепції торговельних центрів як великих, бездушних просторів споживацтва згадувалися як засіб для вивчення соціальних наслідків капіталізму та глобалізації, але такий підхід за останні кілька років змінився в бік суто звукового дослідження/висловлення».

## Відгалуження та піджанри

### Моллсофт
Моллсофт (англ. mallsoft) з'явився в середині 2010 року. Створений за ретромотивами торгових центрів 80-х — 90-х років XX століття. Часто заснований на корпоративній лаунж-музиці, він покликаний викликати в уяві слухача образи гіпермаркетів, продуктових магазинів, вестибюлів та інших місць громадської торгівлі.

### Future-funk
Future-funk — піджанр, натхненний французьким хаузом, який розширює використання елементів диско та хаузу. Він включає велику частину тих же візуальних образів, взятих з аніме 1980-х років, включаючи «Urusei Yatsura», «Супервимірна фортеця Макросс» та «Сейлор Мун». У музичному плані фанк майбутнього створюється так само як і вейпорвейв, — на основі семплів, хоч і з більш оптимістичним підходом. Більшість музичних фрагментів взято з японського сіті-попу 1980-х років, і цей піджанр призвів до зростання популярності сіті-попу серед західної аудиторії.

### Гардвейпор
Гардвейпор (англ. hardvapour) з'явився наприкінці 2015 року як переосмислення вейпорвейву з більш похмурими темами, швидкими темпами і важкими звуками. На нього вплинули спідкор і габбер; піджанр прагне протистояти утопічним настроям, які іноді приписують паровій хвилі.

### Дрімпанк
Дрімпанк (англ. dreampunk) з'явився в середині 2010 року. Назва походить від слова «кіберпанк» через часте використання уявних футуристичних просторів у слухача завдяки звуковому оформленню, що викликає відчуття прогулянки містом майбутнього. Характеризується акцентом на кінематографічну атмосферу з різними прийомами і техніками електронних жанрів, таких як техно, джангл, електро і дабстеп.